# Rilly-la-Montagne
Rilly-la-Montagne är en kommun i departementet Marne i regionen Grand Est (tidigare regionen Champagne-Ardenne) i nordöstra Frankrike. Kommunen ligger i kantonen Verzy som tillhör arrondissementet Reims. År 2022 hade Rilly-la-Montagne 1 009 invånare.

## Befolkningsutveckling
Antalet invånare i kommunen Rilly-la-Montagne
| Referens: INSEE |